# Communauté de communes du Pays de Château-Gontier
La communauté de communes du Pays de Château-Gontier est une communauté de communes française, située dans le département de la Mayenne et la région Pays de la Loire.

## Histoire
La communauté de communes du Pays Château-Gontier est créée le 1er janvier 2000.
Le 1er janvier 2018, les communes d'Ampoigné et de Laigné fusionnent pour constituer la commune nouvelle de Prée-d'Anjou.
Le 1er janvier 2019, les communes d'Argenton-Notre-Dame, Bierné, Saint-Laurent-des-Mortiers et Saint-Michel-de-Feins fusionnent pour constituer la commune nouvelle de Bierné-les-Villages et les communes d'Azé, Château-Gontier et Saint-Fort fusionnent également pour constituer la commune nouvelle de Château-Gontier-sur-Mayenne. De même, les communes de Gennes-sur-Glaize et Longuefuye fusionnent pour constituer la commune nouvelle de Gennes-Longuefuye et les communes de Loigné-sur-Mayenne et Saint-Sulpice pour constituer la commune nouvelle de La Roche-Neuville.

## Territoire communautaire

### Géographie
Située au sud-est  du département de la Mayenne, la communauté de communes du Pays de Château-Gontier regroupe 16 communes et présente une superficie de 453,4 km2.

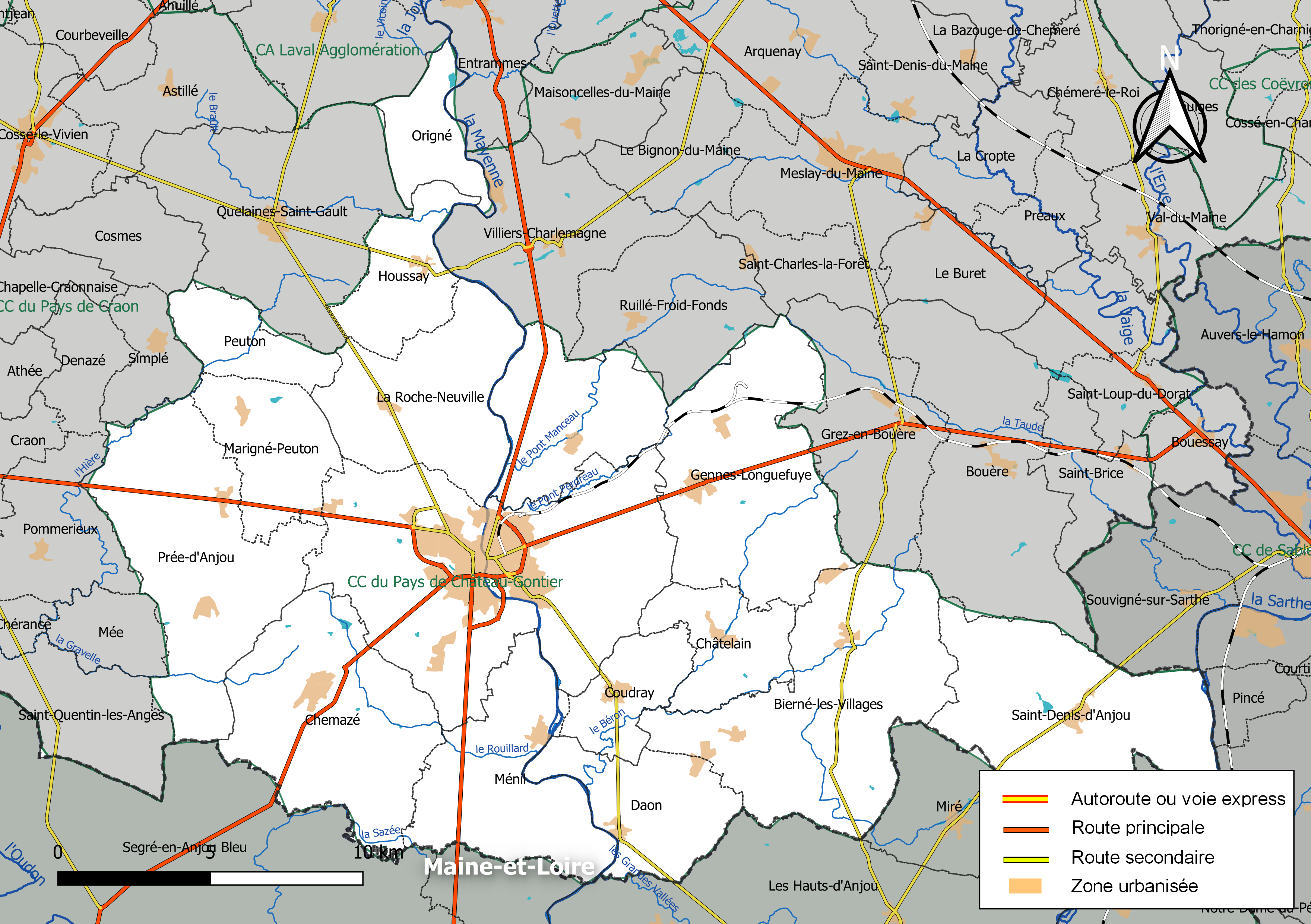
Carte de la communauté de communes du Pays de Château-Gontier au 1er janvier 2019.

### Composition

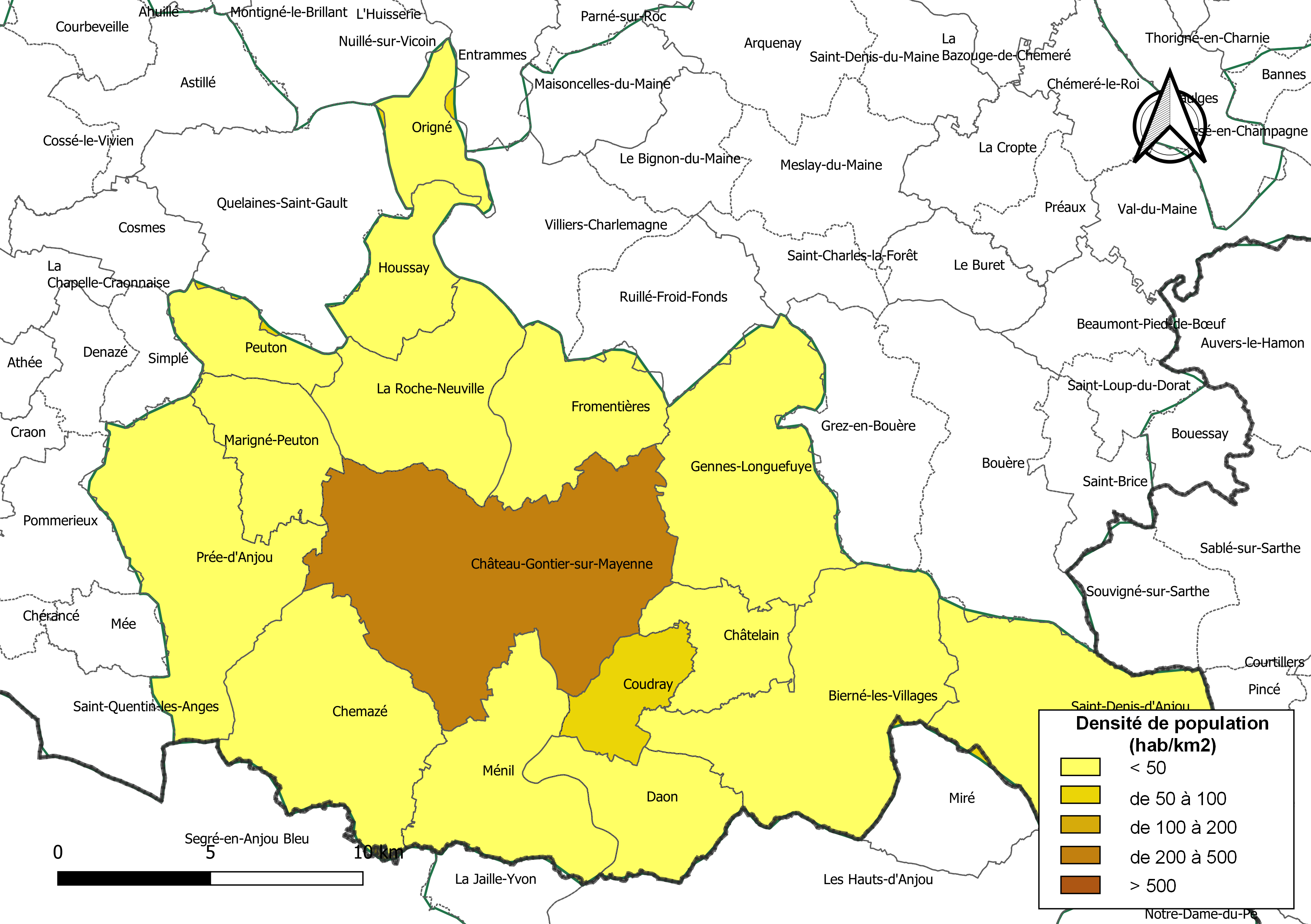
Carte des densités de population (millésimée 2016) des communes de la communauté de communes du Pays de Château-Gontier. Composition en communes au 1er janvier 2019.

La communauté de communes est composée des 16 communes suivantes :

| Nom                                 | Code Insee | Gentilé          | Superficie (km2) | Population (dernière pop. légale) | Densité (hab./km2) |
| ----------------------------------- | ---------- | ---------------- | ---------------- | --------------------------------- | ------------------ |
| Château-Gontier-sur-Mayenne (siège) | 53062      | Castrogontériens | 68,49            | 16 539 (2022)                     | 241                |
| Bierné-les-Villages                 | 53029      | Biernéens        | 47,73            | 1 280 (2022)                      | 27                 |
| Châtelain                           | 53063      | Castelinois      | 13,91            | 464 (2022)                        | 33                 |
| Chemazé                             | 53066      | Camazéens        | 38,54            | 1 363 (2022)                      | 35                 |
| Coudray                             | 53078      | Coudréens        | 11,01            | 867 (2022)                        | 79                 |
| Daon                                | 53089      | Daonnais         | 17,93            | 533 (2022)                        | 30                 |
| Fromentières                        | 53101      | Fromentinais     | 22,06            | 838 (2022)                        | 38                 |
| Gennes-Longuefuye                   | 53104      | Longennois       | 40,29            | 1 351 (2022)                      | 34                 |
| Houssay                             | 53117      | Houssayens       | 14,26            | 496 (2022)                        | 35                 |
| Marigné-Peuton                      | 53145      | Marignéens       | 16,61            | 543 (2022)                        | 33                 |
| Ménil                               | 53150      | Ménilois         | 28,7             | 907 (2022)                        | 32                 |
| Origné                              | 53172      | Orignéens        | 10,05            | 394 (2022)                        | 39                 |
| Peuton                              | 53178      | Peutonnais       | 10,58            | 228 (2022)                        | 22                 |
| Prée-d'Anjou                        | 53124      | Préens           | 42,66            | 1 392 (2022)                      | 33                 |
| La Roche-Neuville                   | 53136      | Rocheneuvillois  | 28,67            | 1 227 (2022)                      | 43                 |
| Saint-Denis-d'Anjou                 | 53210      | Dionysiens       | 41,89            | 1 512 (2022)                      | 36                 |

### Démographie
| 1968   | 1975   | 1982   | 1990   | 1999   | 2008   | 2013   | 2019   |
| ------ | ------ | ------ | ------ | ------ | ------ | ------ | ------ |
| 21 967 | 22 785 | 23 813 | 25 195 | 26 528 | 29 134 | 29 900 | 30 289 |

## Administration

### Siège
Le siège de la communauté de communes est situé à Château-Gontier-sur-Mayenne.

### Les élus
Le conseil communautaire de la communauté de communes du Pays de Château-Gontier se compose de 40 membres représentant chacune des communes et élus pour une durée de six ans.
Ils sont répartis comme suit :
| Nombre de conseillers | Communes                                                                           |
| --------------------- | ---------------------------------------------------------------------------------- |
| 20                    | Château-Gontier-sur-Mayenne                                                        |
| 2                     | Bierné-les-Villages, Chemazé, Gennes-Longuefuye, Prée-d'Anjou, Saint-Denis-d'Anjou |
| 1 (+1 suppléant)      | les 10 autres communes                                                             |

### Présidence
Le bureau communautaire est composé du président et de huit vice-présidents.
| Période   | Période                   | Identité        | Étiquette | Qualité                                                                               |
| --------- | ------------------------- | --------------- | --------- | ------------------------------------------------------------------------------------- |
| 2000      | 2000                      | Jean Arthuis    | UDF       | Maire de Château-Gontier (1971 → 2001)                                                |
| 2000      | avril 2008                | Denise Bichot   |           | Maire de Laigné (1993 → 2008)                                                         |
| mars 2008 | En cours (au 8 juin 2020) | Philippe Henry, | UDI       | Maire de Château-Gontier (2001 → 2018), puis de Château-Gontier-sur-Mayenne (2019 → ) |

### Compétences
Les statuts de la communauté de communes ont été modifiés par un arrêté préfectoral du 22 novembre 2017.

### Régime fiscal et budget
Le régime fiscal de la communauté de communes est la fiscalité professionnelle unique (FPU).